# Frédéric Soulard
 (janvier 2022).
 (janvier 2022).
La mise en forme du texte ne suit pas les recommandations de Wikipédia : il faut le « wikifier ».
Les points d'amélioration suivants sont les cas les plus fréquents :
- Les titres sont pré-formatés par le logiciel. Ils ne sont ni en capitales, ni en gras.
- Le texte ne doit pas être écrit en capitales (les noms de famille non plus), ni en gras, ni en italique, ni en « petit »…
- Le gras n'est utilisé que pour surligner le titre de l'article dans l'introduction, une seule fois.
- L'italique est rarement utilisé : mots en langue étrangère, titres d'œuvres, noms de bateaux, etc.
- Les citations ne sont pas en italique mais en corps de texte normal. Elles sont entourées par des guillemets français : « et ».
- Les listes à puces sont à éviter, des paragraphes rédigés étant largement préférés. Les tableaux sont à réserver à la présentation de données structurées (résultats, etc.).
- Les appels de note de bas de page (petits chiffres en exposant, introduits par l'outil «  Source ») sont à placer entre la fin de phrase et le point final[comme ça].
- Les liens internes (vers d'autres articles de Wikipédia) sont à choisir avec parcimonie. Créez des liens vers des articles approfondissant le sujet. Les termes génériques sans rapport avec le sujet sont à éviter, ainsi que les répétitions de liens vers un même terme.
- Les liens externes sont à placer uniquement dans une section « Liens externes », à la fin de l'article. Ces liens sont à choisir avec parcimonie suivant les règles définies. Si un lien sert de source à l'article, son insertion dans le texte est à faire par les notes de bas de page.
- La présentation des références doit suivre les conventions bibliographiques. Il est recommandé d'utiliser les modèles {{Ouvrage}}, {{Chapitre}}, {{Article}}, {{Lien web}} et/ou {{Bibliographie}}. Le mode d'édition visuel peut mettre en forme automatiquement les références.
- Insérer une infobox (cadre d'informations à droite) n'est pas obligatoire pour parachever la mise en page.

Pour une aide détaillée, merci de consulter Aide:Wikification.
Si vous pensez que ces points ont été résolus, vous pouvez retirer ce bandeau et améliorer la mise en forme d'un autre article.
Frédéric Soulard est un musicien, réalisateur et ingénieur du son français.
Parmi les albums qu’il a réalisé on peut noter Shapes of the Fall de Piers Faccini(élu meilleur album musiques du monde aux victoires du jazz 2022 ) , Radiate de Jeanne Added (élu meilleur album pop/rock aux Victoires de la musique 2019), Images of Sigrid de Poni Hoax, Back to the Moon de Thomas De Pourquery , les albums de Limousine, Love is everywhere de Laurent Bardainne. Il a fondé en 2012 le groupe Maestro sur le label Tigersushi.
Il fait partie depuis 2009 du groupe Limousine chez EOS Records. Il est membre du groupe Tiger Tigre mené par Vincent Taeger depuis 2019.
Il a fondé en 2021 le groupe Asynchrone avec Clément Petit sur le label No Format.
Il a accompagné aux claviers Vitalic sur la tournée « Rave Age » de 2012 à 2014.
Il enseigne la Création, la réalisation et le mixage en tant que professeur associé au CNSMDP dans la formation supérieure au métiers du son et de l'image (FSMSI) depuis 2018.

## Discographie

### Réalisateur/Ingénieur du son
- Images of Sigrid de Poni Hoax, Tigersushi records,2008
- La Femme invisible de Guillaume Teyssier, BO, 2009
- A war zone de Maestro ,Tigersushi records, 2010
- Skyscrapers and Deities de Kouyaté-Neerman, No Format, 2011
- II de Limousine, Ekler'O'Shock, 2012[12]
- The Fantasist de Maxence Cyrin[13], Ekler'O'shock, 2012
- Siam Roads de Limousine, Ekler'O'shock, 2014[14]
- Your dreams are mine de Alice Lewis, Kwaidan Records,2015[15]
- Mountains of Madness de Maestro, Tigersushi records, 2015[16]
- Sons of Love, de Thomas de Pourquery & Supersonic, Label Bleu , 2017
- Radiate[17] de Jeanne Added , Naïve records, 2018
- Monkey business[8] de Maestro, Tigersushi records, 2018
- L'été suivant[18] de Limousine, Ekler'O'shock, 2019
- Noirlac de David Neerman et Ensemble Sequenza 9.3[19], Klarthe, 2020
- Love is Everywhere de Laurent Bardainne & Tigre d'Eau douce[20], Heavenly sweetness, 2020
- Udondolo de Urban Village[21], No Format, 2021
- Back to the Moon[22] de Thomas de Pourquery & Supersonic , Lying Lions Productions, 2021
- Pee Maï de Pee Maï[23], 2018
- La violence est mécanique de Yelli Yelli[24], Crybaby, 2021
- Shapes of the Fall de Piers Faccini [1], No Format, 2021
- Hymne au Soleil de Laurent Bardainne & Tigre d'Eau douce, heavenly sweetness, 2022[25]
- O Paraiso[26] de Lucas Santtana, No Format, 2023
- Synthetic Hearts[27] de Msaki, Tubatsi, No Format, 2023
- Synthetic Hearts Part II de Msaki, Tubatsi, No Format, 2024
- Our Calling de Piers Faccini et Ballaké Cissoko, No Format, 2025

### Musicien
- A war zone de Maestro, Tigersushi records, 2010
- II de Limousine, Ekler'O'Shock, 2012
- Ghost Youth de The Aikiu, Sony music, 2013[28]
- Siam Roads de Limousine, Ekler'O'shock, 2014[29]
- Mountains of Madness de Maestro, Tigersushi records, 2015[16]
- Radiate[17] de Jeanne Added, Naïve records, 2018
- Monkey business[8] de Maestro, Tigersushi records, 2018
- Maestro In the Chamber[30] de Maestro, Tigersushi records, 2019
- L'été suivant [18]de Limousine, Ekler'O'shock, 2019
- Hula Hoop[31] de Limousine, Ekler'O'shock, 2023
- Plastic Bamboo[32] de Asynchrone, No Format, 2023
- Ok Crooner de Vincent Taeger , Born Bad Records, 2025